# Церекев (Мазовецьке воєводство)
Церекев (пол. Cerekiew) — село в Польщі, у гміні Закшев Радомського повіту Мазовецького воєводства.
Населення — 695 осіб (2011).
У 1975-1998 роках село належало до Радомського воєводства.

## Демографія
Демографічна структура станом на 31 березня 2011 року:
|          | Загалом | Допрацездатний вік | Працездатний вік | Постпрацездатний вік |
| -------- | ------- | ------------------ | ---------------- | -------------------- |
| Чоловіки | 355     | 90                 | 236              | 29                   |
| Жінки    | 340     | 76                 | 203              | 61                   |
| Разом    | 695     | 166                | 439              | 90                   |